# Mayarí

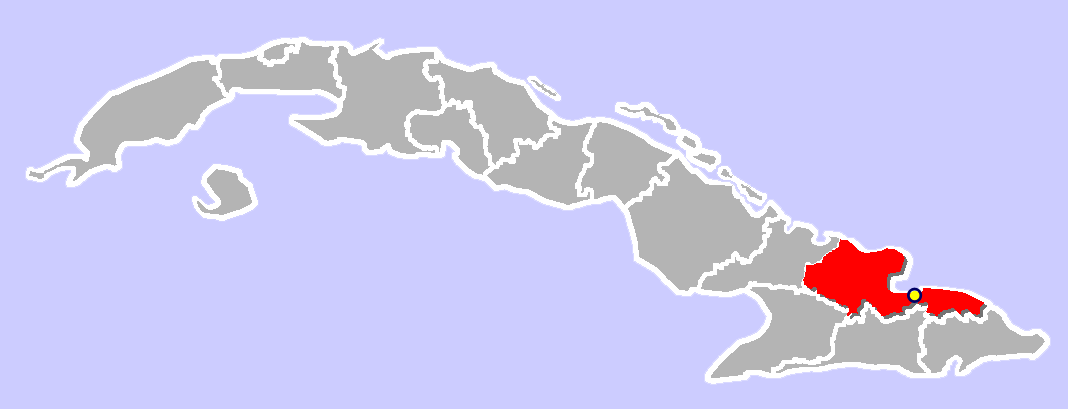

Mayarí é um município cubano localizado na província de Holguín, no leste da ilha. Seu território estende-se por 1308 quilômetros quadrados.